# Batalla de Gela (405 a. C.)
La batalla de Gela tuvo lugar en el verano de 405 a. C. en Sicilia. El ejército cartaginés bajo Himilcón (un miembro de la familia Magónida y pariente de Aníbal Magón), que había pasado el invierno y la primavera en la ciudad capturada de Akragas, marcharon para hacer frente a los griegos en Gela. El gobierno de Siracusa había depuesto a Dafneo, el general sin éxito del ejército griego en Akragas, con Dionisio, otro oficial que había sido un seguidor de Hermócrates. Dionisio planeó y consiguió plenos poderes dictatoriales. Cuando los cartagineses avanzaron sobre Gela y pusieron la ciudad bajo asedio, Dionisio marchó de Siracusa para hacer frente a la amenaza. Planeaba usar un complejo ataque de tres pasos contra los cartagineses, que fracasó debido a la falta de una adecuada coordinación. Dionisio decidió evacuar a Gela, ya que la derrota provocó el descontento en Siracusa y no querían perder su poder. Himilcón saqueó la ciudad abandonada después de que los griegos habían huido a Camarina.